# Tunnel van Halinsart
De tunnel van Halinsart is een spoortunnel in Fraipont, een deelgemeente van Trooz. De tunnel heeft een lengte van 634 meter. De dubbelsporige spoorlijn 37 gaat door deze tunnel.